# Мотольское (озеро)
Мотольское озеро (бел. Мотальскае) — расположено в Ивановском районе Беларуси, к северу от деревни Мотоль. Площадь зеркала — 1 км². Длина — 1,8 км, наибольшая ширина — 0,8 км, наибольшая глубина — 2 м, средняя — 1,2 м. Объём воды — 1,18 млн м³. Водосбор (4099 км²) низинный и пологоволнистый.
Котловина вытянута с запада на восток, разделяется на 2 плёса, соединённые узким проливом. Склоны высотой до 6 м, супесчаные, частично распаханные. Берега низкие. Дно плоское, выстлано кремнезёмистым сапропелем. Эутрофное. Зарастает более 50 % площади озера. Через озеро течёт река Ясельда. На берегу деревня Мотоль.
Название озера (ранее — Мотоль) объясняется от фин. matala — «мелкий, мелководный, низкий, неглубокий», «мель, мелководье».